# (3781) Dufek
(3781) Dufek es un asteroide perteneciente al cinturón de asteroides, descubierto el 2 de septiembre de 1986 por Antonín Mrkos desde el Observatorio Kleť, České Budějovice, República Checa.

## Designación y nombre
Designado provisionalmente como 1986 RG1. Fue nombrado Dufek en honor al oficial de la marina y explorador polar estadounidense “George Dufek”.